# Libor Hájek
Libor Hájek (* 4. února 1998 Smrček) je český hokejový obránce působící v týmu HC Dynamo Pardubice v české extralize.

## Ocenění a úspěchy
- 2016 CHL – Top Prospects Game
- 2018 MSJ – Nejlepší nahrávač mezi obránci
- 2018 MSJ – Nejproduktivnější obránce
- 2018 MSJ – Top tří hráčů v týmu

## Prvenství

### ČHL
- Debut – 14. listopadu 2014 (HC Kometa Brno proti HC Dynamo Pardubice)
- První gól – 4. prosince 2014 (Bílí Tygři Liberec proti HC Kometa Brno)

### NHL
- Debut – 1. března 2019 (New York Rangers proti Montreal Canadiens)
- První gól – 9. března 2019 (New York Rangers proti New Jersey Devils, brankáři Cory Schneider)
- První asistence – 3. října 2019 (New York Rangers proti Winnipeg Jets)

## Klubové statistiky
| Sezóna       | Klub                           | Soutěž       |     | Základní část | Základní část | Základní část | Základní část | Základní část |   | Play off | Play off | Play off | Play off | Play off |
| Sezóna       | Klub                           | Soutěž       | Z   | G             | A             | B             | TM            | Z             | G | A        | B        | TM       |          |          |
| 2013/2014    | HC Kometa Brno jun.            | ČHL-20       | 13  | 0             | 1             | 1             | 10            | —             | — | —        | —        | —        |          |          |
| 2014/2015    | HC Kometa Brno jun.            | ČHL-20       | 44  | 1             | 9             | 10            | 62            | 1             | 0 | 0        | 0        | 0        |          |          |
| 2014/2015    | HC Kometa Brno                 | ČHL          | 17  | 0             | 1             | 1             | 2             | 7             | 0 | 0        | 0        | 0        |          |          |
| 2015/2016    | Saskatoon Blades               | WHL          | 69  | 3             | 23            | 26            | 76            | —             | — | —        | —        | —        |          |          |
| 2016/2017    | Saskatoon Blades               | WHL          | 65  | 4             | 22            | 26            | 81            | —             | — | —        | —        | —        |          |          |
| 2016/2017    | Syracuse Crunch                | AHL          | 8   | 1             | 0             | 1             | 4             | —             | — | —        | —        | —        |          |          |
| 2017/2018    | Saskatoon Blades               | WHL          | 33  | 8             | 17            | 25            | 26            | —             | — | —        | —        | —        |          |          |
| 2017/2018    | Regina Pats                    | WHL          | 25  | 4             | 10            | 14            | 4             | 4             | 1 | 0        | 1        | 12       |          |          |
| 2018/2019    | New York Rangers               | NHL          | 5   | 1             | 0             | 1             | 6             | —             | — | —        | —        | —        |          |          |
| 2018/2019    | Hartford Wolf Pack             | AHL          | 58  | 0             | 5             | 5             | 36            | —             | — | —        | —        | —        |          |          |
| 2019/2020    | New York Rangers               | NHL          | 28  | 0             | 5             | 5             | 12            | —             | — | —        | —        | —        |          |          |
| 2019/2020    | Hartford Wolf Pack             | AHL          | 23  | 1             | 2             | 3             | 14            | —             | — | —        | —        | —        |          |          |
| 2020/2021    | HC Kometa Brno                 | ČHL          | 10  | 0             | 2             | 2             | 4             | —             | — | —        | —        | —        |          |          |
| 2020/2021    | New York Rangers               | NHL          | 44  | 2             | 2             | 4             | 10            | —             | — | —        | —        | —        |          |          |
| 2021/2022    | New York Rangers               | NHL          | 17  | 0             | 1             | 1             | 8             | —             | — | —        | —        | —        |          |          |
| 2021/2022    | Hartford Wolf Pack             | AHL          | 5   | 0             | 2             | 2             | 6             | —             | — | —        | —        | —        |          |          |
| 2022/2023    | New York Rangers               | NHL          | 16  | 1             | 0             | 1             | 4             | —             | — | —        | —        | —        |          |          |
| 2022/2023    | Hartford Wolf Pack             | AHL          | 24  | 2             | 4             | 6             | 31            | 5             | 0 | 1        | 1        | 6        |          |          |
| 2023/2024    | Wilkes-Barre/Scranton Penguins | AHL          | 11  | 0             | 0             | 0             | 14            | —             | — | —        | —        | —        |          |          |
| 2023/2024    | HC Dynamo Pardubice            | ČHL          | 20  | 4             | 5             | 9             | 12            | 16            | 0 | 3        | 3        | 10       |          |          |
| 2024/2025    | HC Dynamo Pardubice            | ČHL          | 47  | 3             | 7             | 10            | 41            | 16            | 3 | 5        | 8        | 14       |          |          |
| Celkem v ČLH | Celkem v ČLH                   | Celkem v ČLH | 94  | 7             | 15            | 22            | 59            | 39            | 3 | 8        | 11       | 24       |          |          |
| Celkem v NHL | Celkem v NHL                   | Celkem v NHL | 110 | 4             | 8             | 12            | 40            | —             | — | —        | —        | —        |          |          |
| Celkem v AHL | Celkem v AHL                   | Celkem v AHL | 129 | 4             | 13            | 17            | 105           | 5             | 0 | 1        | 1        | 6        |          |          |

## Reprezentace
| Rok                       | Tým                       | Soutěž                    | Z  | G | A  | B  | TM |
| ------------------------- | ------------------------- | ------------------------- | -- | - | -- | -- | -- |
| 2014                      | Česko 17                  | WHC-17                    | 5  | 0 | 1  | 1  | 4  |
| 2014                      | Česko 18                  | MIH                       | 5  | 0 | 1  | 1  | 4  |
| 2015                      | Česko 18                  | MS-18                     | 5  | 1 | 0  | 1  | 4  |
| 2015                      | Česko 18                  | MIH                       | 4  | 0 | 1  | 1  | 4  |
| 2016                      | Česko 18                  | MS-18                     | 5  | 0 | 2  | 2  | 6  |
| 2018                      | Česko 20                  | MSJ                       | 7  | 1 | 7  | 8  | 6  |
| 2021                      | Česko                     | MS                        | 8  | 1 | 2  | 3  | 2  |
| 2024                      | Česko                     | MS                        | 10 | 1 | 1  | 2  | 6  |
| 2025                      | Česko                     | MS                        | 8  | 0 | 1  | 1  | 2  |
| Juniorská kariéra celkově | Juniorská kariéra celkově | Juniorská kariéra celkově | 31 | 2 | 12 | 14 | 28 |
| Seniorská kariéra celkově | Seniorská kariéra celkově | Seniorská kariéra celkově | 26 | 2 | 4  | 6  | 10 |